# Lian Junjie
Lian Junjie (Wuzhou, 3 novembre 2003) è un tuffatore cinese.

## Biografia
Ha vinto la medaglia d'oro ai campionati mondiali di nuoto di Budapest 2017 nella piattaforma 10 metri sincro misti, al fianco della connazionale Ren Qian. I cinesi si sono saliti sul gradino più alto del podio con 352,98 punti, superando la coppia britannica formata da Lois Toulson e Matthew Lee (323,28 punti) e quella nordcoreana, composta da Kim Mi-rae e Hyon Il-myong (318,12 punti).
Ai Giochi olimpici giovanili estivi di Buenos Aires 2018 ha vinto la medaglia d'argento nella piattaforma 10 metri maschili e nella gara a squadre mista, gareggiando al fianco della tedesca Elena Wassen.
Ai mondiali di Gwangju 2019 si è confermato campione del mondo nella piattaforma 10 metri sincro misti, questa volta gareggiando con Si Yajie. Nel 2023 conquista un oro ed un argento ai mondiali di Fukuoka, mentre nel 2024 sale sul gradino più alto del podio nel sincro 10 metri alle Olimpiadi di Parigi.

## Palmarès
- Olimpiadi

Parigi 2024: oro nel sincro 10m.
- Mondiali

Budapest 2017: oro nel sincro 10m misti.
Gwangju 2019: oro nel sincro 10m misti.
Budapest 2022: oro nel sincro 10m.
Fukuoka 2023: oro nel sincro 10m, argento nella piattaforma 10m.
Doha 2024: oro nel sincro 10m.
- Giochi olimpici giovanili estivi

Buenos Aires 2018: argento nella piattaforma 10m e nella gara a squadre mista.
- Giochi mondiali militari

Wuhan 2019: oro nella piattaforma 10m, nel sincro 10m e nella gara a squadre.

### Coppa del Mondo
- Vincitore della Coppa del Mondo del sincro 10m nel 2022 e nel 2024
- Vincitore della Coppa del Mondo della sincro misto 10m nel 2018